# Sitia
Sitia (in greco Σητεία?) è un comune della Grecia situato nell'isola di Creta (unità periferica di Lasithi) con 18 856 abitanti secondo i dati del censimento 2001.
A seguito della riforma amministrativa detta Programma Callicrate in vigore dal gennaio 2011 che ha abolito le prefetture e accorpato numerosi comuni, la superficie del comune è ora di 627 km² e la popolazione è passata da 14 338 a 18 856 abitanti.

## Geografia fisica
Il comune è situato nella parte orientale dell'isola di Creta. Il territorio del comune è in massima parte montuoso ed è bagnato a nord dal mar Egeo. Le sue coste sono rocciose e frastagliate, tranne per brevi tratti.

## Centri abitati

### Città di Sitia
Sitia è sede del municipio omonimo e costituisce il principale accesso alla prefettura di Lasithi; è infatti un importante nodo di comunicazioni marittime, aeree e stradali. Il suo porto è collegato con quelli del Pireo e di Rodi oltre che con alcune isole delle Cicladi. La città è anche dotata di un aeroporto civile che presto avrà collegamenti internazionali. La strada europea E75 parte da Sitia.
Il primo insediamento di Sitia risale all'epoca minoica. Secondo Diogene Laerzio, qui nacque Misone, uno dei 7 saggi dell'antichità. Nel XIII secolo Sitia cadde sotto il dominio veneziano. Questi ne fecero una base per una loro successiva espansione nella zona del mare Egeo. Vi costruirono una fortezza che ancora oggi domina il porto ed è nota come Kazarma, da una corruzione della parola "Casa d'armi" o "Caserma". Sitia fu distrutta da un terremoto nel 1508 e da un'incursione pirata nel 1530.
Nel 1651 i Veneziani sconfitti dai Turchi ottomani, pur di non consegnarla al nemico, la incendiarono. Da quella data la città fu abbandonata. Soltanto nel 1869 ci fu un primo timido tentativo di ripopolamento ad opera di agricoltori scesi dai monti dell'interno, attratti dalla maggiore fertilità dei suoli. Nella città si trova un piccolo museo archeologico dove sono esposte collezioni di reperti archeologici provenienti dalla zona circostante. Durante la Seconda guerra mondiale, la città ed il territorio di Sitia venne occupato dal corpo di spedizione italiano proveniente da Rodi.

## Mochlos
Mochlos è un villaggio di pescatori in una baia 27 km ad ovest di Sitia. Di fronte alla baia si staglia l'isolotto di Agios Nikolaos. Nel 1908 vi furono intrapresi scavi che hanno portato alla luce un centro e una necropoli di epoca minoica.